# Paul Put
Paul Put (Merksem, 1956. március 26. –) belga labdarúgóedző.

## Pályafutása
A Geel csapatánál kezdte edzői pályafutását. 2001–2003 között a Lokeren, 2004–05-ben a Lierse, 2006-ban a Mouscron vezetőedzője volt. 2007-től afrikai és ázsiai csapatoknál tevékenykedett. 2007–2011 között a gambiai, 2012–2015 között a Burkina Fasó-i, 2015–16-ban a jordán válogatott szövetségi kapitánya volt. 2016–17-ben az algériai USM Alger, 2017–18-ban a kenyai válogatott, 2018-ban a kínai Xinjiang Tianshan Leopard, 2018–19-ben a guineai válogatott, 2020–21-ben a bangladesi Saif SC, 2021–2023 között kongói válogatott szakmai munkáját irányította. 2023 óta az ugandai válogatott szövetségi kapitánya.